# Charles Holden
Pour les articles homonymes, voir Holden.
Charles Henry Holden (12 mai 1875 - 1er mai 1960) est un architecte anglais surtout connu pour ses dessins de quelques-unes des stations de métro de Londres des années 1920 et 1930, mais qui était déjà un éminent architecte avant, notamment avec les cimetières militaires en Belgique et au nord de la France du Commonwealth War Graves Commission.

## Biographie
Après sa formation à Bolton et Manchester, Holden s'installe à Londres. Ses premiers bâtiments ont été influencés par le mouvement Arts & Crafts, mais, pour la plupart de sa carrière, il a défendu un style sans fioritures basée sur des volumes et formes simplifiés libérés de ce qu'il considérait comme d'inutiles détails décoratifs.
Il croyait fermement que les conceptions architecturales devaient être dictées par les fonctions prévues des bâtiments. Après la Première Guerre mondiale, il simplifie de plus en plus son style et ses créations deviennent épurées et moderniste, influencé par l'architecture européenne. Holden était un membre de la Design and Industries Association (en) et de l'Art Workers' Guild. Il produit des conceptions complètes pour ses bâtiments, comprenant la conception intérieure et les aménagements architecturaux.